# Álora
Álora település Spanyolországban, Málaga tartományban. Álora Almogía, Antequera, Ardales, Cártama, Carratraca, Casarabonela, Pizarra és Valle de Abdalajís községekkel határos. Lakosainak száma 13 570 fő (2024).

## Népesség
A település népessége az elmúlt években az alábbi módon változott:
| Lakosok száma | 12 471 | 12 838 | 13 307 | 13 395 | 13 399 | 13 046 | 12 924 | 12 985 | 13 382 | 13 570 |
|               | 2001   | 2004   | 2007   | 2009   | 2012   | 2014   | 2017   | 2019   | 2022   | 2024   |